# Independence (Virginia)
Independence è un comune degli Stati Uniti d'America, situato nello Stato della Virginia, nella Contea di Grayson, della quale è il capoluogo.